# Fat Bottomed Girls
Fat Bottomed Girls är en låt skriven av Brian May och inspelad av den brittiska rockgruppen Queen. Låten gavs ut som singel tillsammans med sångaren Freddie Mercurys låt Bicycle Race som dubbel A-sida 13 oktober 1978. Låten återfinns på gruppens sjunde studioalbum Jazz, som släpptes 10 november samma år. Låten är en av få Queenlåtar som spelas med en alternativ gitarrstämning som kallas "drop D tuning" och är en blandning av hårdrock och country. Låten nådde plats elva på den brittiska singellistan och plats 24 på Billboard Hot 100.
Texterna uttrycker axiom som till exempel raden "Beauty lies in the eye of the beholder", det görs med en humoristisk och öppet sexuell ton. På singelomslaget var det en naken kvinna på en cykel, men när många butiker vägrat att ta in den på grund av omslaget, målades ett par trosor på istället.

## Medverkande
- Brian May - gitarr, kör
- John Deacon - bas
- Freddie Mercury - sång
- Roger Taylor - trummor, kör